# Riccardo Maniero
Riccardo Maniero (né le 26 novembre 1987 à Naples) est un footballeur italien, qui joue au poste d'attaquant.

## Biographie

### Juventus et Ascoli
Il débute en jouant dans le championnat de la Primavera, la ligue des moins de 20 ans, lors de la saison 2006–07 avec la Juventus. Lorsque la Juventus de Turin fut relégué en Serie B pour la première fois de son histoire à la suite du scandale du Calciopoli, Maniero fut appelé pour disputer quelques matchs professionnels lors de certains matchs de Coppa Italia et de Serie B sous la direction de Didier Deschamps. 
Il fut ensuite prêté à Ascoli, conjointement avec son coéquipier à la Juve Andrea Luci durant le mercato d'été 2007.

### AS Bari
Après la fin de sa période de prêt avec l'Ascoli Calcio, il est reprêté en Serie B chez leurs rivaux de l'AS Bari, avec ses coéquipiers en équipe jeune de la Juventus Davide Lanzafame, Raffaele Bianco, et Rey Volpato. Durant la période du mercato d'hiver de la même année, il est finalement prêté à l'AC Lumezzane, club avec qui il joue 13 matchs et inscrit 2 buts.

### AC Arezzo
En juin 2009, Maniero retourne en équipe première de la Juventus FC, tandis que Lanzafame rejoindra le FC Parma en prêt, Bianco ira à Modène FC en prêt, tandis que Volpato fut vendu à l'AS Bari. En juin, le club de l'AC Arezzo annonce officiellement la venue de Maniero. 